# 576 Емануела
576 Емануела (576 Emanuela) — астероїд головного поясу, відкритий 22 вересня 1905 року Паулєм Ґьотцом у Гейдельберзі.